# Световна боксова организация
Световна боксова организация или WBO (на английски: World Boxing Organization) е една от четирите важни организации за професионален бокс.
Главният офис на организацията се намира в град Сан Хуан, Пуерто Рико.